# Desesperadamente sola
«Desesperadamente sola» es el tercer y último sencillo del cuarto álbum de estudio Baby Blue, de la cantante y actriz mexicana Anahí. 
La canción fue lanzada en enero de 2001, y relanzada en el 2006 dentro del álbum recopilatorio Una rebelde en solitario.
La canción pertenece al género pop latino y tiene un estilo pop rítmico. Es el único sencillo del álbum que no cuenta con video, aun así Anahí interpretó el tema en diversos programas de la televisión, a modo de promoción.

## Antecedentes y presentaciones en vivo
El tema fue lanzado en enero de 2001, siendo este el último sencillo de su álbum Baby Blue, en forma de CD promocional. El tema fue lanzado en 2005 dentro de su álbum recopilatorio Antología y el 4 de julio de 2006 en la reedición de su álbum Baby Blue, titulado Una rebelde en solitario.
En marzo de 2001 interpreta «Desesperadamente sola» y su segundo sencillo «Superenamorándome» en el programa "El Espacio de Tatiana". En 2003, Anahí se presenta junto al elenco de la novela Clase 406, otorgado en Querétaro donde interpreta su sencillo como parte de su setlist. En 2003 presenta en la Expo Feria de Reynosa, México, incluyendo en su setlist sus canciones «Tranquilo Nene», «Como Cada Día» y «Desesperadamente Sola».
El 24 de octubre de 2009, interpreta el tema en el concierto EXA, otorgado en Plaza de Torós en la Ciudad de México, como parte de su "Anahí Promo Tour". En 2009, Anahí incluye los temas «Desesperadamente Sola», «Como Cada Día» y «Superenamorándome» en el setlist de su gira mundial titulada "Mi delirio World Tour", que tuvo comienzo el 3 de noviembre de 2009 en Sao Paulo, Brasil.

### Portada
La fotografía utilizada en los sencillos «Desesperadamente sola» y «Tu amor cayó del cielo» es la misma que se utilizó en la portada de sus discos Antología y Una rebelde en solitario, la diferencia se encuentra en la letra utilizada en el logo de los sencillos. La fotografía fue tomada por Adolfo Pérez Butrón, como parte de la sesión fotográfica del álbum Baby Blue.

## Lista de canciones
- Sencillo en CD - Sencillo

| Desesperadamente sola — Single |                         |          |  |
| N.º                            | Título                  | Duración |  |
| 1.                             | «Desesperadamente sola» | 4:52     |  |

- Sencillo en CD

| Sencillo en CD - Baby Blue |                         |          |  |
| N.º                        | Título                  | Duración |  |
| 1.                         | «Desesperadamente sola» | 4:50     |  |

| Sencillo en CD - Una rebelde en solitario |                         |          |  |
| N.º                                       | Título                  | Duración |  |
| 1.                                        | «Desesperadamente sola» | 4:53     |  |

| Sencillo en CD - Antología |                         |          |  |
| N.º                        | Título                  | Duración |  |
| 1.                         | «Desesperadamente sola» | 4:50     |  |

## Créditos y personal

### Grabación
La canción presente en el álbum Baby Blue fue grabada y editada en Midnight Blue Studios y masterizado en Mastering The Kitchen.

### Personal
Créditos por Desesperadamente sola:
- Productor - Estéfano
- Compositores - Estéfano
- Mixing - Joel Numa
- Fotografía - Adolfo Pérez Butrón
- Asistente de grabación - Javier Carrión
- Diseño gráfico - Impressions Design Inc

## Historial de lanzamiento
| Región         | Fecha                | Formato                                           | Discográfica |
| -------------- | -------------------- | ------------------------------------------------- | ------------ |
| México         | enero de 2001        | Radio Premiere                                    | Fonovisa     |
| México         | enero de 2001        | Sencillo en CD                                    | Fonovisa     |
| México         | 17 de julio de 2000  | Sencillo en CD, Casete - Baby Blue                | Fonovisa     |
| Estados Unidos | 26 de agosto de 2000 | Sencillo en CD, Casete - Baby Blue                | Fonovisa     |
|                | 2005                 | Sencillo en CD, Casete - Antología                | Fonovisa     |
| Estados Unidos | 4 de julio de 2006   | Sencillo en CD, Casete - Una rebelde en solitario | Fonovisa     |
| Brasil         | 8 de julio de 2006   | Sencillo en CD, Casete - Una rebelde en solitario | Fonovisa     |